# Папський університет Івана Павла II
Папський університет Івана Павла II у Кракові (пол. Uniwersytet Papieski Jana Pawła II w Krakowie) — католицький державний заклад вищої освіти у польському Кракові, заснований у 1981 році.

## Історія
Заснований 8 грудня 1981 року виданим Папою Іваном Павлом II рескриптом за власною ініціативою як Папська академія теології у Кракові. Спочатку до закладу входили кафедри філософії, історії церкви та богослов'я. Першим ректором академії був ксьондз Мар'ян Яворський.
У 1999 році Сенат Папської академії богослов'я перетворив Богословський інститут у Тарнові на богословський факультет Папської академії у Кракові. Конгрегація католицької освіти сприйняла це рішення передчасним і процедурно неправильним. Внаслідок цього розробили новий статут факультету, а в грудні 2003 року Сенат академії прийняв іншу резолюцію щодо трансформації. 14 травня 2004 року було створено теологічний факультет Тарнувського відділення.
У 2008 році був створений факультет соціальних наук. Того ж року факультет історії церкви перетворився на факультет історії та культурної спадщини. У цьому ж році було реформовано структуру цього факультету, засновано Інститут історії, історії мистецтва та культури, а також Міжвишівський інститут церковної музики. У 2009 році на факультеті суспільних наук створено Інститут сімейних наук та Інститут журналістики і соціальної комунікації.
Декретом Конгрегації католицької освіти 19 червня 2009 року Папська академія теології перетворена в Папський університет Івана Павла ІІ у Кракові. У січні 2011 року відкрито нове приміщення бібліотеки для читачів, споруджене у 2000—2010 роках. Вільний доступ до книгозбірні був відкритий у жовтні 2011 року. У 2013 році Комітет з оцінювання наукових підрозділів присвоїв філософському та богословському факультетам підрозділу в Тарнуві категорію А. Інші факультети університету отримали категорію В. У 2014 році був заснований факультет канонічного права.